# Eisenbahnstrecke

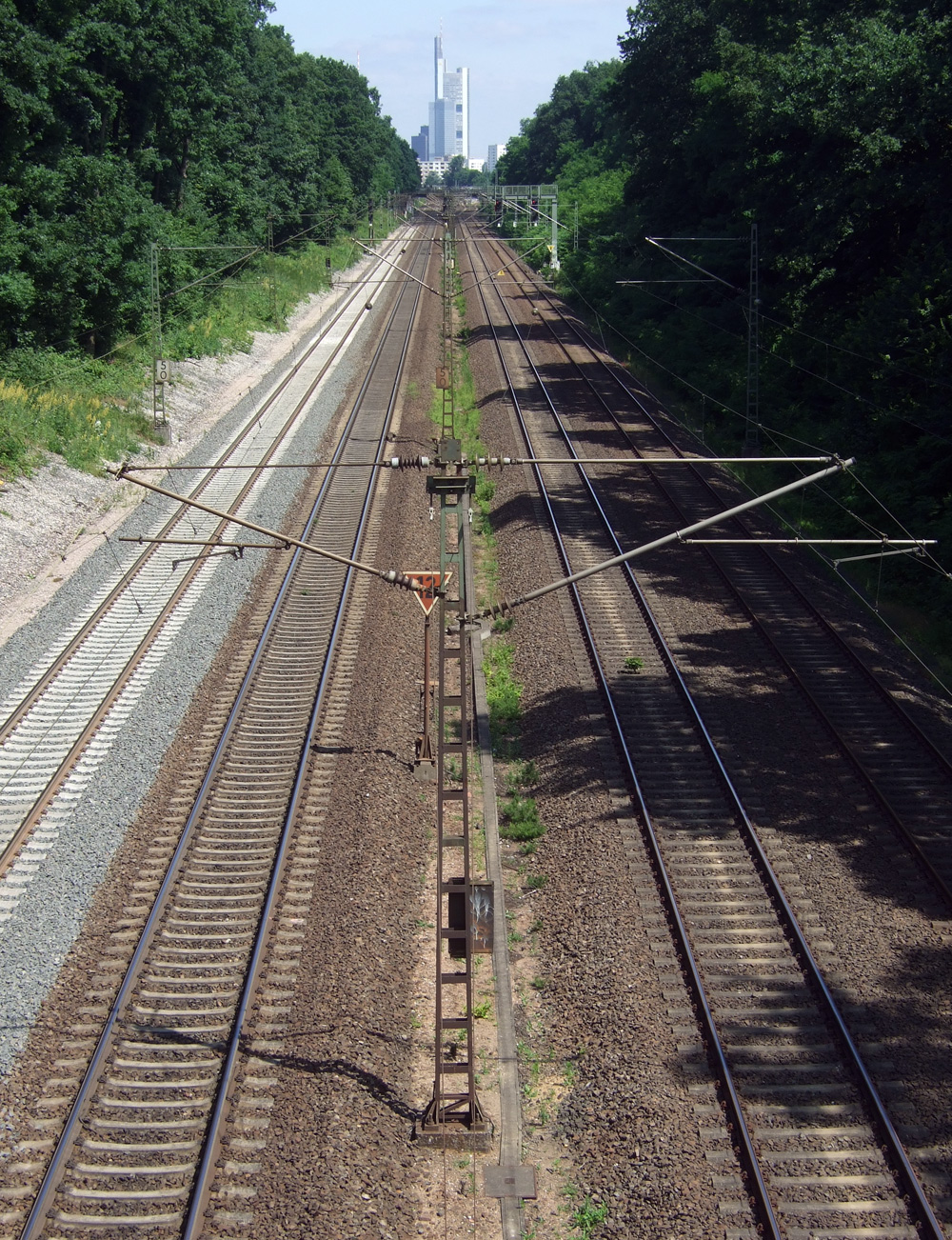
Zwei zweigleisige, nebeneinanderliegende, elektrifizierte Eisenbahnstrecken (Bahnstrecke Frankfurt am Main–Heidelberg) in Frankfurt am Main

Eisenbahnstrecke (auch: Eisenbahntrasse) wird die Verbindung von Orten mit einem Schienenweg genannt. Im Gegensatz dazu bezeichnet der Begriff (Eisen-)Bahnlinie den auf diesen Strecken regelmäßig stattfindenden Verkehr. So können auf einer Strecke mehrere Bahnlinien oder eine Bahnlinie auf mehreren Strecken verkehren. Eisenbahnstrecken dienen sowohl dem Personen- als auch dem Güterverkehr.
In der Schweiz wird synonym für Eisenbahnstrecke auch der Begriff Bahnlinie in der Bedeutung des französischen Begriffs la ligne de chemins de fer verwendet.
Die Trasse der Eisenbahnstrecke kann mit einem oder mehreren Streckengleisen, mit Signalanlagen, Hochbauten, Kilometrierung, Weichen und Kreuzungen ausgestattet sein, des Weiteren mit Bahnhöfen und Haltepunkten (Haltestellen) für den Personen- und Güterverkehr, einer Oberleitung für den Betrieb mit elektrischen Lokomotiven und elektrischen Triebwagen. Typisch ist bereits in der Frühzeit des Eisenbahn-Streckenbaus die Errichtung einer begleitenden Telegraphen- und Elektrizitätsverbindung. Dadurch waren nicht nur der Nachrichtenverkehr für den Eisenbahnbetrieb, sondern weitere Übermittlungswege möglich.
Der Fahrweg der Eisenbahn ist aus einem Unterbau konstruiert, der lagestabil aufgebaut ist und die nach unten gerichteten Kräfte der Bahnfahrzeuge aufnimmt. Außerdem führt er Niederschlagswasser ab, sodass auch bei Frost und hohen Niederschlagsmengen seine Stabilität bestehen bleibt. Darauf liegt auf einer im Regelfall aus Schotter aufgebauten Gleisbettung ein Oberbau aus Schienen, deren Fahrkanten die Bahnfahrzeuge in der Spur halten.

## Superlative
- Die längste Eisenbahnstrecke der Welt ist die Transsibirische Eisenbahn mit 9288 km.[2]
- Die höchstgelegenen Strecken sind die im September 2005 fertiggestellte Lhasa-Bahn[3] bzw. Qinghai-Tibet-Bahn mit einem Scheitelpunkt bei 5072 Metern Höhe sowie die peruanische Ferrocarril Central Andino von Lima nach Huancayo mit einem Scheitelpunkt auf 4781 Metern.
- Die längste Eisenbahngerade der Welt mit 478 km[4] befindet sich zwischen Kilometer 797 und Kilometer 1275 der Transaustralischen Eisenbahn.
- Zu den meistbefahrenen Eisenbahnstrecken der Welt gehören die TGV-Linie Paris–Lyon, die japanischen Shinkansen-Linien,[5] in Deutschland Abschnitte der Strecke Hamburg–Hannover und die S-Bahn-Stammstrecke in München. Ebenfalls stark befahren ist die Verbindung Frankfurt am Main–Mannheim mit annähernd 650 Zugfahrten am Tag. Die Trasse von Köln über Düsseldorf, Duisburg und Essen nach Dortmund, die durchgehend viergleisig, im Raum Düsseldorf sechsgleisig ist, wird von bis zu vier S-Bahn-, fünf Regional-Express- und einer Regionalbahn-Linie sowie den InterCity- und ICE-Verkehr im Abschnitt Düsseldorf befahren und ist damit ebenfalls eine der am stärksten belasteten Eisenbahntrassen. Außerdem sehr stark befahren ist die Berliner Stadtbahn. In Österreich werden die meisten Züge über die Westbahn oder die Schnellbahn-Stammstrecke in Wien geführt.

## Streckennetze und Nummerierungssysteme
Zur betrieblichen Organisation können für Eisenbahnstrecken Streckennummern oder andere Code-Bezeichnungen vergeben werden. Diese sind nicht mit den Verkehrsrelationen eines Kursbuchs zu verwechseln, die in Deutschland als Kursbuchstrecken bezeichnet werden.

### Deutschland
In den 1980er Jahren wurde von der Deutschen Bundesbahn in einer umfassenden Aktion das Gesamtnetz der staatlichen Eisenbahnstrecken Deutschlands auf Infrastrukturebene im Verzeichnis zulässiger Geschwindigkeiten (VzG) systematisch erfasst und mit vierstelligen Streckennummern versehen. Diese werden – auch außerhalb der Eisenbahnverwaltung – in der Raumplanung oder bei der Planung von Verkehrsbauten verwendet. Die Einteilung erfolgt überwiegend nach Streckenanfang in Bundesländern (mit den Änderungen im Zuge der deutschen Einheit):
- Gruppe 1000 = Schleswig-Holstein, Niedersachsen, Hamburg und Bremen
- Gruppe 2000 = Nordrhein-Westfalen
- Gruppe 3000 = Hessen, Rheinland-Pfalz, Saarland
- Gruppe 4000 = Baden-Württemberg
- Gruppe 5000 = Bayern
- Gruppe 6000 = Brandenburg, Berlin, Sachsen, Thüringen, Mecklenburg-Vorpommern, Sachsen-Anhalt
- Gruppe 7000 = Verbindungskurven, Anschlussstrecken zu Bahnen im Ausland
- Gruppe 9000 = sogenannte „Nichtbundeseigene Eisenbahnen“ (soweit nicht DB-Nummern nach Eigentumswechsel weitergeführt werden).

Nach der inneren Logik dieser Nummerierung hat eine Strecke höchstens zwei Gleise, in jede Richtung eines. Das sogenannte Eins-Gleis (geschrieben beispielsweise 5510-1 zwischen Haar und Zorneding) verläuft mit der Kilometrierung und in die „gewöhnliche Fahrtrichtung“. Das sogenannte Zwei-Gleis (geschrieben beispielsweise Vzg 5555-2, anzuwenden zwischen Baldham und Vaterstetten) verläuft demnach entgegen der Kilometrierung und entgegen der gewöhnlichen Fahrtrichtung. Weitere Gleise in eine der beiden Richtungen erhalten eigene Streckennummern (beispielsweise zwischen München Waldtrudering und Grafing oder zwischen Wolfgang und Gelnhausen). Demzufolge gibt es in Deutschland keine drei- und mehrgleisigen Strecken, sondern Trassen mit einer oder mehreren Strecken nebeneinander.
Eine Parallelfahrt zweier Züge zwischen zwei Betriebsstellen ist also auf den zwei Gleisen einer Strecke oder je einem Gleis zweier Strecken möglich.
Dieses Nummerierungssystem ist tiefgestaffelt, zweifelsfrei, wird auf Grund seiner Unveränderlichkeit auch außerhalb der Deutschen Bahn AG angewandt und dient Fachleuten deswegen als universelles Streckennummernsystem für die Mehrzahl in Deutschland vorkommender, auch bereits entwidmeter Strecken, beispielsweise in Abrechnungsangelegenheiten oder bei anderen Äußerungen zu dieser Strecke.
Außerdem gibt es im internen Gebrauch der Deutschen Bahn die historisch gewachsene Nummerierung in Buchfahrplan und Verzeichnis der Langsamfahrstellen (La-Verzeichnis). Im La-Verzeichnis und im Ersatzfahrplan sind Strecken mit bis zu dreistelligen Nummern vorhanden, wobei die eine Richtung zusätzlich ein „a“ hat und die Gegenrichtung ein „b“: „Bereich West, Strecke 10a“. Diese Streckennummern sind für jede Niederlassung der DB Netz AG eindeutig. Sie ragen teilweise in Bereiche benachbarter Niederlassungen bis zum nächsten Knotenbahnhof hinein. In Bahnhofsbereichen oder bei parallelen Strecken sind manchmal die Fahrtmöglichkeiten in Form von Bezeichnungen wie „Gleis W“ zwecks Unterscheidung angegeben. Da gleiche La-Streckennummern in verschiedenen Niederlassungen vorkommen können und Strecken anderer Betreiber nicht zwingend erfasst werden, ist dieses Nummernsystem nicht so eindeutig und tiefgestaffelt wie die Streckennummern nach VzG.

#### Infrastrukturverantwortung
Bahnstrecken werden von Eisenbahninfrastrukturunternehmen (EIU) betrieben. Für diese gibt es keine vorgeschriebene Rechtsform. Sie werden – für Eisenbahnen des Bundes – vom Eisenbahn-Bundesamt oder – für alle anderen Betreiber – von der Landeseisenbahnaufsicht gemäß § 6 (AEG) geprüft und eingetragen. Das räumliche Ende der Verantwortung gegenüber einem anderen EIU ist die Instandhaltungsgrenze. Eine ältere Bezeichnung dafür lautete Bahnmeistereibezirksgrenze. EIU sind gemäß § 4 Abs. 3 AEG verpflichtet, „die Eisenbahninfrastruktur sicher zu bauen und in betriebssicherem Zustand zu halten.“ Das zeitliche Ende der Verantwortung für eine Eisenbahninfrastruktur wird mit dem Abschluss eines Verfahrens zur Streckenstilllegung nach § 11 AEG erreicht.

#### Streckenstilllegung
Nur mit einer Streckenstilllegung nach § 11 AEG kann sich ein EIU seiner Verantwortung für eine Eisenbahninfrastruktur entledigen. Dazu muss sie zuvor vergeblich in einer öffentlichen Ausschreibung zur Abgabe an ein anderes EIU angeboten worden sein. Zuständig für dieses Verfahren ist die jeweilige Eisenbahnaufsichtsbehörde. Dieses Verfahren wird auch als „Entwidmung“ bezeichnet.

#### Frühere Bezeichnungssysteme

##### Sachsen
In Sachsen wurde schon zu Zeiten der Kgl. Sächsischen Staatseisenbahnen ein Bezeichnungssystem eingeführt. Es bestand aus den jeweiligen Anfangsbuchstaben der Anfangs- und Endpunkte der Strecken, gegebenenfalls ergänzt durch Kleinbuchstaben, um Doppelungen zu vermeiden. Das System wurde auch bei der Reichsbahndirektion Dresden als Nachfolger der Sächsischen Staatseisenbahnen beibehalten und weiterentwickelt.
Beispiele
- LD – Leipzig–Dresden
- BSg – Buchholz–Schwarzenberg

### Österreich
- Liste der Eisenbahnstrecken in Österreich, alphabetisch geordnet und aufgeteilt nach Art und Betreiber
- Eisenbahnstrecken der Österreichischen Bundesbahnen, geordnet nach Streckennummer

### Schweiz
Eisenbahnstrecken
Eisenbahnlinien sind im Kursbuch verzeichnet. Es ist nach Fahrplanfeldern gegliedert und umfasst auch Seilbahnen, Schiffslinien und Autobusse der Schweiz und des Fürstentums Liechtenstein.
→ Siehe: Liste der Fahrplanfelder, schweizerische Fahrplanfelder, geordnet nach der Liniennummer, mit Betreibergesellschaft

### Liechtenstein
Das Fürstentum Liechtenstein ist mit den Autobussen von LIEmobil und über die Bahnstrecke Feldkirch–Buchs erschlossen.

### Frankreich
Das staatliche Streckennetz umfasst knapp 30.000 km und gehört dem Eisenbahninfrastrukturunternehmen SNCF Réseau. Der Personenverkehr wird größtenteils durch die Société nationale des chemins de fer français (SNCF) erbracht.